# جان اولیور
جان الیور (انگلیسی: John Oliver؛ زادهٔ ۲۳ آوریل ۱۹۷۷)  کمدین، مفسر سیاسی و هنرپیشه اهل بریتانیا است. وی بیشتر به خاطر برنامه هفته پیش امشب با جان اولیور شهرت دارد. او تاکنون برنده پنج جایزه امی و دو جایزه Writers Guild of America شده‌ است.
او در فیلم استاد عشق بازی کرده است.